# Кузнечик серый
Кузнечик серый, или обыкновенный кузнечик, или пёстрый кузнечик, или пятнистый кузнечик (лат. Décticus verrucívorus) — типовой вид прямокрылых рода Скакуны (Decticus) из семейства Настоящие кузнечики (Tettigoniidae), обитающий в Евразии.

## Этимология
Видовое название лат. verrucivorus («поедающий бородавки», от verrūca — «бородавка» и vorāre — «пожирать») связано с поверьем, в соответствии с которым бурая жидкость, выпускаемая насекомым изо рта при укусе, сводит бородавки.

## Ареал
В России встречается повсеместно от западных границ на восток до Хабаровского края и Сахалина, на север до Якутии, Магаданской области и Камчатки. Мировой ареал охватывает также Европу, Переднюю Азию, Кавказ, Казахстан, Киргизию, Монголию, Северный Китай и Японию (Хоккайдо).

## Описание
Тело крупное коренастое, с относительно короткими передними и средними лапами, и длинными задними. Длина тела самца 24—38 мм, самки — 30—44 мм. Длина крыла самца 25—35, самки — 23—30 мм. Есть также длиннокрылые формы. Общая окраска бывает различной: зелёного, серого, бурого, оливкового, жёлтого, и даже розового и красного цветов, иногда с узорами.
Тело номинативного подвида Decticus verrucivorus verrucivorus светло-коричневое, покрыто тёмными пятнами. Голова спереди светло-зелёная или коричневая. Верх головы и переднеспинки коричневый или зелёный; боковые лопасти переднеспинки с тёмно-коричневым пятном посередине. Ноги зелёные или коричневые; задние бедра сверху с очерченным тёмным пятном у основания. Надкрылья часто имеют два или более рядов тёмно-коричневых пятен во всех полях, что позволяет лучше маскироваться. Брюшко сбоку с чёрными пятнами по бокам тергитов, образующих продольные полосы; снизу — желтое. Яйцеклад длинный, саблевидный, светло-коричневый, с глянцево-коричневой вершиной.

## Биология вида
Обитает в травостое до 2000 м над уровнем моря.
Питаются в основном насекомыми, а также растениями. Активны днём. Половозрелые самцы поют только при солнечном свете.
Иногда вид образует небольшие по сравнению с саранчовыми стаи, в которых обычно и встречается длиннокрылая форма.
Самки откладывают яйца в почву. Нимфы появляются в марте — апреле (в зависимости от региона), имаго формируются в июне — июле и живут до августа, а иногда — до сентября и октября, в зависимости от региона.

## Классификация
Выделяют ряд подвидов серого кузнечика:
- Decticus verrucivorus subsp. assiduus Ingrisch, Willemse & Heller, 1992
- D. v. subsp. brevipennis Götz, 1970
- D. v. subsp. crassus Götz, 1970
- D. v. subsp. gracilis Uvarov, 1930
- D. v. subsp. latipennis Liu, Chen & Liu, 2020
- D. v. subsp. longipennis Nedelkov, 1907
- D. v. subsp. mithati Ramme, 1939
- D. v. subsp. monspeliensis Rambur, 1838
- D. v. subsp. sayram Liu, Chen & Liu, 2020
- D. v. subsp. stoljarovi Götz, 1970
- D. v. subsp. verrucivorus (Linnaeus, 1758)